# Giuseppe Marco Calvino
Giuseppe Marco Calvino (Trapani, 6 ottobre 1785 – Trapani, 21 aprile 1833) è stato un poeta e commediografo italiano.
Insieme al catanese Domenico Tempio e al palermitano Giovanni Meli, è ritenuto esponente di vertice della poesia dialettale satirica e licenziosa siciliana dell'Ottocento.

## Biografia
Figlio di Giuseppe Calvino Via e di Anna Patrico, seguì studi di filosofia e di diritto: dal suo atto di morte risulta, infatti, essere stato «utrusque juris doctor». Sposò Maria Scichili (figlia del raiss Nicolò), da cui ebbe i figli Anna (moglie del medico Giuseppe Cascio Cortese) e Nicolò.
Fu Consigliere degli Ospizi, Consigliere provinciale e Deputato di salute, e si batté per la costruzione a Trapani del Teatro Ferdinandeo. Partecipò a varie accademie: Arcadia (col nome di Taliso Smirnense), Reale Istituto Peloritano, Tiberina e Civetta.
Sepolto nell'ex convento dell'Itria di Trapani, nel 1884, nello stesso capoluogo gli fu eretto un cenotafio nella Cattedrale di San Lorenzo e gli fu intitolata - per una forse involontaria ma felice coincidenza - una via in cui, prima della legge Merlin, sorgevano dei postriboli, alle cui operatrici egli dedicò molti versi e novelle pieni di riguardi, comprensione e gratitudine.

## Opere principali
La sua fama è soprattutto legata alla sua produzione poetica "pornografica", che ha riscosso le attenzioni critiche di molti studiosi di letteratura erotica. Suo capolavoro sono ritenute Le poesie scherzevoli, da lui segretamente distribuite e recitate agli amici, e uscite in stampa per la prima volta soltanto nel 1900, a cura degli anarchici della sua città. Da allora sono state pubblicate altre quattro edizioni (1969, 1978, 1990 e 1997) di questa silloge, piccante ma anche molto attenta ai profili sociali e politici della Sicilia del suo tempo. Essa si caratterizza per un linguaggio esplicito e corposo, sanguigno e pieno di vitalità e sapienza. Calvino maneggia, peraltro, lo strumento vernacolare, sul quale aveva anche "teorizzato", con estrema perizia e consapevolezza.
Egli fu scrittore precoce e prolifico. Si cimentò in una molteplicità di generi letterari: dal teatro (tragedie, commedie, cantate) alla poesia, dalla novellistica bernesca alle traduzioni. Gran parte della sua produzione rimase a lungo inedita, anche a causa della sua prematura e improvvisa morte nel corso di un'epidemia di tifo.

### Opere poetiche
- Elegie, Trapani, Sani, 1808
- Dio nella natura. Cantica, Trapani, Mannone e Solina, 1822
- L'industria trapanese, Trapani, Mannone e Solina, 1825
- Rime, Trapani, Mannone e Solina, 1826
- Poesie Scherzevoli, Palermo, Tipografia Sociale, 1900
- Poesie Scherzevoli, Trapani, Celebes, 1969
- La minata di un palchitteri, La minata, Lu filosofu minaturi, Aloisi a la Bacicia, A la Bacicia celeberrima buttana, La svirginatura, La morti di la Batissa, in Domenico Tempio e La poesia del piacere, a cura di Santo Calì e Vincenzo Di Maria, Giuseppe Di Maria Editore, 1970
- Lu Ganimedi rapitu. Poemetto siciliano in sei canti, Trapani, Celebes, 1970
- Lu dimoniu e la carni. Poesie epicuree contro la falsa morale di preti, sbirri, uomini politici e amministratori ladri, Catania, Tringale Editore, 1978
- Poesie Scherzevoli, Castelvetrano, Mazzotta, 1990. ISBN 0-89304-567-5
- Sicilian Erotica. A Bilingual Anthology of Erotic Poems by Giovanni Meli, Domenico Tempio and Giuseppe Marco Calvino, USA/Canada, Legas, 1997. ISBN 1-881901-10-6

### Opere teatrali
- Ifigenia in Aulide. Tragedia, Catania, Tipografia dell'Intendenza, 1819
- Il calzolaio di Alessandria della Paglia. Commedia in tre atti in prosa, Trapani, Società Tipografica, 1832
- Le fide pescatrici, Il ritorno inaspettato, La Biblioteca. Il topo e il ragno, La donna dell'Isola, e La pace domestica a cimento, in Il secolo illuminatissimo. Opere teatrali, novelle in versi, testi inediti, saggio introduttivo e cura di Salvatore Mugno, presentazione di Antonio Di Grado, Palermo, Isspe, 2003

### Novelle in versi
- Le manicone della monacella, L'ospite ericino e La Bacicia alle carceri di Paceco, in Il secolo illuminatissimo. Opere teatrali, novelle in versi, testi inediti, saggio introduttivo e cura di Salvatore Mugno, presentazione di Antonio Di Grado, Palermo, Isspe, 2003

### Traduzioni
- Di la Batracumiumachia di Omeru. Traduzioni libera in sicilianu, Trapani, Mannuni e Sulina, 1827
- Degl'Idillj di Teocrito. Traduzione libera in siciliano, Trapani, P. Colajanni, 1830